# Bas Heijne
Pour les articles homonymes, voir Heijne.
Bastiaan Johan (Bas) Heijne (Nimègue, 9 janvier 1960 - ) est un auteur, traducteur et présentateur à la télévision néerlandaise.

## Biographie
Heijne passe sa jeunesse à Zwanenburg, village de la commune néerlandaise de Haarlemmermeer, dans la province de la Hollande-Septentrionale. Il fit ses études secondaires à Badhoevedorp.  Il étudie la langue et la littérature anglaises à l’université d’Amsterdam.
Son premier roman, Laatste woorden (littéralement : Derniers mots), paraît en 1983. De 1984 à 1992, il écrit des contes de voyage pour l’hebdomadaire De Tijd, contes plus tard en partie réunis en un recueil paru sous le titre Vreemde reis (litt : Étrange Voyage).
En 1991, il débute au quotidien NRC Handelsblad comme essayiste et depuis 2001, y écrit une chronique hebdomadaire. Un recueil de ses textes, De wijde wereld (litt : Le Vaste Monde), lui vaut une nomination pour le prix littéraire AKO.
Son deuxième roman, Suez, parut en 1992.
Au cours des ans, il a traduit des œuvres de Evelyn Waugh, E.M. Foster et Joseph Conrad.
En 2003, il se tourne vers le théâtre pour lequel il écrit Van Gogh, joué par le ZT Hollandia. 
En 2005, le prix Henriette Roland Holst  lui est attribué pour Hollandse toestanden (litt : Situations hollandaises), un recueil des chroniques écrites pour le NRC Handelsblad. 
En 2013 il fait ses débuts à la télévision en présentant la série Zomergasten (litt : Invités de l’été) sur la chaine VPRO.

## Heijne et Louis Couperus
En 1996, il publie un essai intitulé Het gezicht van Louis Couperus (litt : Le visage de Louis Couperus).
Il prononce en 2013 la conférence Huizinga  sous le titre De betovering van de wereld (litt : L’enchantement du monde) concernant l’œuvre de Louis Couperus. 
La même année, un documentaire sur Louis Couperus est réalisé sur la base d’un scénario écrit par Heijne, et en 2014 son essai Angst en schoonheid, Louis Couperus, de mystiek der zichtbare dingen (litt : Angoisse et beauté : Louis Couperus, le mystique des choses visibles) lui vaut le prix J. Greshoff.

## Prix P.C. Hooft
En décembre 2016, Heijne se voit décerner le Prix P.C. Hooft qui lui sera remis comme le veut la coutume le 18 mai 2017, trois jours avant la commémoration de la mort de P.C. Hooft au Musée de la littérature. Dans sa citation, le jury qualifie Heijne d’« écrivain jouissant d’une position exceptionnelle tant comme chroniqueur qu’essayiste, traitant de sujets et de questions d’actualité d’une colossale diversité [...]. Son œuvre donne une nouvelle dimension à ce que peut signifier la littérature dans la société. [...] On doit surtout remarquer la forme [de son écriture] : il écrit comme un penseur et il pense comme un lecteur,.

## Publications
•	1983 - Laatste woorden (roman)
•	1987 – Vreemde reis (nouvelles de voyage)
•	1989 - Heilige monsters
•	1992 - Suez (roman)
•	1993 - De tien geboden (Litt : Les dix commandements - nouvelles de 10 écrivains néerlandais contemporains traitant de l’un des dix commandements : Bas Heijne, Dirk van Weelden, Tom Lanoye, Leon de Winter, Henk Pröpper, Willem Melchior, Joost Zwagerman, Kristien Hemmerechts, Wanda Reisel et Martin Bril.) 
•	1994 - Vlees en bloed
•	1996 - Het gezicht van Louis Couperus
•	1999 - De mens is zo'n breekbaar wezen
•	2000 - De wijde wereld (essais)
•	2003 - Van Gogh (pièce de théâtre)
•	2003 - Het verloren land. Opmerkingen over Nederland (essais)
•	2004 - Tafelgesprekken (interviews)
•	2004 - De werkelijkheid (essais)
•	2005 - Hollandse toestanden (essais)
•	2006 – Zang
•	2006 - Grote vragen; de nieuwe eeuw tussen hoop en vrees (interviews)
•	2007 - Onredelijkheid (essai)
•	2008 - Vlees en bloed (nouvelles)
•	2010 - Harde liefde. Nederland op zoek naar zichzelf (essais)
•	2010 - De omgekeerde wereld (essai) 
•	2011 - Moeten wij van elkaar houden (essai)
•	2011 - Echt zien, Literatuur in het mediatijdperk (essai)
•	2012 - De waarheid is een vrouw en andere hedendaagse mythes (recueil d’essais)
•	2013 - Louis Couperus - niet te stillen onrust (documentaire sur Louis Couperus)
•	2013 - Angst en schoonheid (essai sur Louis Couperus)
•	2014 - Guy de Maupassant verhalen, een keuze door Bas Heijne (choix de textes)
•	2015 - Kleine filosofie van de volmaakte mens (recueil d’articles écrits par d’autres écrivains)
•	2015 - Cultuur en media in 2015 (5 essais par divers auteurs)
•	2016 - Een waanzinnig gaaf land (essais)
•	2016 - Onbehagen – nieuw licht op de beschaafde mens (essai)
•	2016 - Mens of onmens - humanisme in de eenentwintigste eeuw (essai)
•	2017 - Staat van Nederland, een pleidooi (essai)